# Andrea Goldstein
Andrea E. Goldstein (Milano, 1966) è un economista italiano.

## Biografia
Andrea Goldstein è attualmente consigliere delegato di Nomisma.
Dopo la laurea in Economia Politica (CLEP) all'Università Bocconi a Milano e il master in relazioni internazionali alla Columbia University a New York si specializzò in geografia culturale e nella cooperazione internazionale relativamente al cambio degli assetti mondiali dopo la fine della guerra fredda. Ha studiato anche il rapporto tra paesi sviluppati e in via di sviluppo soprattutto per quanto riguarda la lotta alla povertà e il godimento dei diritti umani da parte delle popolazioni.
Ha lavorato in numerose organizzazioni internazionali, ultimamente: Organizzazione per la cooperazione e lo sviluppo economico (per l'OECD Development Center e per l'Economics Department), per l'Organizzazione delle Nazioni Unite (Commissione Economica e Sociale per l'Asia e il Pacifico) e per la Banca Mondiale (per l'International Finance Corporation). Ha, inoltre, scritto un importante saggio con Federico Bonaglia (Globalizzazione e sviluppo) che tratta dei rapporti tra globalizzazione e sviluppo. Si interessa in particolare a temi di sviluppo economico, privatizzazioni e commercio internazionale.
Collabora con i siti italiani di economia lavoce.info e Linkiesta, oltre a scrivere regolarmente sul Il Sole 24 Ore.

## Opere
E autore di vari libri (in italiano, inglese e francese) fra il quali:
- The World in 2017, Nomisma_
- Bric. Brasile, Russia, India, Cina alla guida del economia mondiale, Il Mulino, 2011
- L'économie des BRIC Archiviato il 22 dicembre 2015 in Internet Archive. (con Françoise Lemoine), Editions La Découverte, 2013
- The rise of China and India: what's in it for Africa?, OECD Publishing, 2006
- Multination Companies from Emerging Economies. Composition, Conceptualization and Direction in the Global Economy, Macmillan Publishers, 2007